# Горбуша
Горбушите (Oncorhynchus gorbuscha) са вид актиноптери от семейство Пъстървови (Salmonidae).
Таксонът е описан за пръв път от Йохан Юлиус Валбаум през 1792 година.